# Луганский, Николай Львович
Никола́й Льво́вич Луга́нский (род. 26 апреля 1972, Москва, СССР) — российский пианист и музыкальный педагог; народный артист Российской Федерации (2013), лауреат Государственной премии Российской Федерации (2018). Солист Московской государственной филармонии.

## Биография
Николай Луганский родился 26 апреля 1972 года в Москве в семье научных сотрудников (отец Лев Борисович — физик; мать Анна Николаевна — химик).
Играть на фортепиано начал в возрасте пяти лет. Учился в Центральной музыкальной школе г. Москвы у Т. Е. Кестнер (1979—1990). В 1995 году окончил Московскую консерваторию (его учителями были Т. П. Николаева и С. Л. Доренский); в 1997 году окончил ассистентуру-стажировку (руководитель — С. Л. Доренский). С 1998 года преподаёт в Московской консерватории по классу специального фортепиано (в настоящее время профессор).
Николай Луганский является солистом Московской филармонии и удостоен званий «Заслуженный артист России» (2005) и «Народный артист России» (2013).
Особое место в репертуаре Луганского занимает музыка С. В. Рахманинова (один из лучших современных его интерпретаторов, записал в России и за рубежом все его концерты) и П. И. Чайковского. Среди других Ф. Шопен, Ф. Шуберт, Ф. Лист, Й. Брамс.
Луганский серьёзно увлекается шахматами, часто посещает турниры в качестве зрителя. Много читает, особенно любит поэзию Пушкина и рассказы Чехова, на гастроли всегда берет с собой литературу. Свободно владеет немецким, английским и французским языками, а также разговорным испанским.
Дочь Анна, журналистка, окончила магистратуру исторического факультета МГУ. Получила известность, сопровождая отца, эпатажным появлением 12 июня 2019 года в Кремле на торжественной церемонии вручения президентом В. В. Путиным госпремий за выдающиеся достижения в научных и культурных областях в футболке «„Я/Мы Иван Голунов“».
Является художественным руководителем Международного музыкального фестиваля имени С. В. Рахманинова 

## Награды и премии

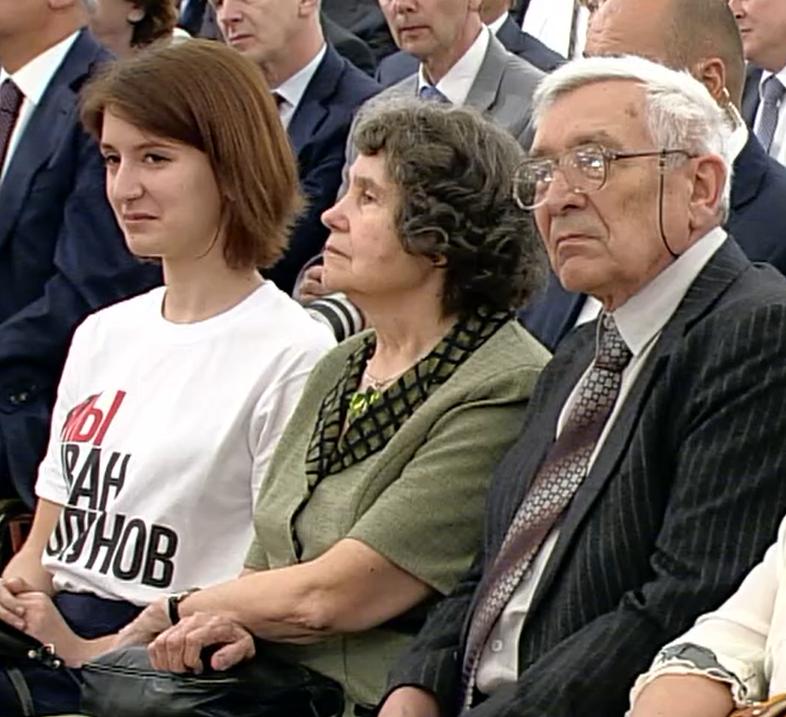
Дочь пианиста Анна, его мать Анна Николаевна и отец Лев Борисович Луганский.
Кремль, 12 июня 2019 года

- Победитель I Всесоюзного конкурса юных музыкантов (Тбилиси, 1988)
- II премия на VIII Международном конкурсе имени И. С. Баха (Лейпциг, 1988)
- II премия на Всесоюзном конкурсе имени С. В. Рахманинова (Москва, 1990)
- специальная премия Международной летней академии Mozarteum (Зальцбург, 1992)
- II премия на Х Международном конкурсе имени П. И. Чайковского, (Москва, 1994)
- специальный приз Фонда Э. Неизвестного «За исповедальность тона и художественный вклад в новую интерпретацию русской музыки — Ученику и Учителю»
- премия Теренса Джадда как самому многообещающему пианисту молодого поколения (1995)
- приз немецкой критики за запись концертов Рахманинова (2003)
- Заслуженный артист Российской Федерации (1 октября 2005 года) — за заслуги в области искусства[5].
- премия Echo Klassik за «лучшее исполнение инструментального концерта» (2005; 2-й и 4-й фортепианные концерты С. Рахманинова)[6]
- премия Echo Klassik за «лучшее исполнение камерной музыки» (2007; сонаты для виолончели и фортепиано Шопена и Рахманинова; совместно с Александром Князевым)[6]
- Народный артист Российской Федерации (8 апреля 2013 года) — за большие заслуги в области кинематографического, музыкального, театрального и хореографического искусства[7]
- Почётный знак «За заслуги в развитии культуры и искусства» (28 ноября 2013 года, Межпарламентская ассамблея СНГ) — за значительный вклад в формирование и развитие общего культурного пространства государств — участников Содружества Независимых Государств, реализацию идей сотрудничества в сфере культуры и искусства[8].
- Международная Премия имени Сергея Рахманинова (2016)
- Государственная премия Российской Федерации в области литературы и искусства за 2018 год (10 июня 2019 года) — за вклад в развитие отечественной и мировой музыкальной культуры[9].